# Clear Lake City (Texas)
Clear Lake City és una localitat planificada situada al sud-est del comtat de Harris, Texas, a l'àrea de la badia del Gran Houston. És la segona localitat planificada més gran a Houston. La majoria de la localitat es troba als límits corporatius de Houston, mentre que una part nord es troba als límits de la ciutat de Pasadena i una petita part oriental dins dels límits de la ciutat de Taylor Lake Village.
La localitat es troba al costat del Johnson Space Center de la NASA, així com d'altres grans companyies aeroespacials, incloses Boeing i Lockheed-Martin. La localitat i les seves àrees adjacents tenen una alta concentració d'enginyers tant de la NASA com de les indústries petroquímiques i biomèdiques locals.